# Plectromerus lingafelteri
Plectromerus lingafelteri är en skalbaggsart som beskrevs av Marc Micheli och Eugenio H.Nearns 2005. Plectromerus lingafelteri ingår i släktet Plectromerus och familjen långhorningar. Inga underarter finns listade i Catalogue of Life.